# Automobilhistoriska Klubben
Automobilhistoriska Klubben (AHK) är Sveriges äldsta veteranbilsklubb. Den bildades 1950  och har huvudsäte i Bromma, Stockholm. Det finns lokala sektioner för Eskilstuna, Uppland och Syd, AHK ungdom samt SFK. Dessutom finns det sektioner för olika bilmärken som Bugatti, Daimler-Benz, Mässing & Nickel samt Rolls-Royce & Bentley. 
Sedan 1957 ger klubben ut tidskriften Autohistorica för att dokumentera svensk fordonshistoria. Klubben arrangerar även många evenemang och träffar, ofta organiserade av dess lokal- eller märkessektioner, bland annat ett antal veteranrallyn. Flera märkessektioner arrangerar och deltar i internationella träffar.
Klubben är medlem i Motorhistoriska Riksförbundet.